# Андре Ланге
Андре Ланге (на немски: André Lange) е бивш германски състезател по бобслей, четирикратен олимпийски шампион, осемкратен световен шампион и осемкратен европейски шампион. Ланге е най-успешният състезател по бобслей в историята.
Андре Ланге започва да тренира спортни шейни на 8-годишна възраст. През 1993 г. преминава към бобслея. През 1998 г. става шампион за младежи на двойки и четворки. През 1999 г. дебютира за Световната купа и печели златния медал при четворките на световното първенство за младежи. През 2000 г. става световен шампион при четворките.
Печели състезанието при четворките на Олимпиадата в Солт Лейк Сити през 2002 г. Печели четири златни медали от световните първенства през 2003, 2004 и 2005 г.
На Олимпиадата в Торино през 2006 г. печели и двата златни медала. Печели три златни медала от световните първенства през 2007 и 2008 г., както и сребърен през 2009 г.
На Олимпиадата във Ванкувър през 2010 г. печели златен медал при двойките и сребърен при четворките. След Олимпиадата се оттегля от активния спорт.
Ланге има 36 победи за Световната купа и е победител в крайното класиране за Световната купа през сезон 2007/08 при двойките и през сезоните 2000/01, 2002/03,
2003/04, 2007/08 при четворките.